# Алгабас (Кайиндинський сільський округ)
Алгаба́с (каз. Алғабас) — село у складі району Турара Рискулова Жамбильської області Казахстану. Входить до складу Кайиндинського сільського округу.
Населення — 267 осіб (2021; 365 у 2009, 284 у 1999, 258 у 1989).